# Hinte
Hinte – gmina samodzielna (niem. Einheitsgemeinde) w Niemczech, w kraju związkowym Dolna Saksonia, w powiecie Aurich.

## Geografia
Gmina Hinte położona jest na północ od miasta Emden.

## Dzielnice
W skład obszaru gminy wchodzą następujące dzielnice:
- Canhusen
- Cirkwehrum
- Hinte
- Groß-Midlum
- Loppersum
- Osterhusen
- Suurhusen
- Westerhusen